# Brian Welch
Brian Phillip Welch, művésznevén Head (Torrance, Kalifornia, 1970. június 19. –) amerikai zenész.

## Pályafutása
Leginkább a Korn rockegyüttes alapító gitárosaként ismert. Gitáros társával, James Shafferrel (Munky) alakították ki a Korn sajátos hangzásvilágát, és hozzájárultak a nu metal alapjainak lerakásához az 1990-es évek közepén.
Welch 2005-ben elhagyta az együttest, megtért Jézus Krisztushoz és keresztényi életet kezdett. A művészeti karrier helyett az apai szerepkört helyezte előtérbe.
Head és Munky a 26. helyet kapta a Guitar World „minden idők 100 legjobb metalgitárosa” listáján.

## Diszkográfia

### Korn
- Korn (1994)
- Life Is Peachy (1996)
- Follow the Leader (1998)
- Issues (1999)
- Untouchables (2002)
- Take a Look in the Mirror (2003)
- The Paradigm Shift (2013)
- The Serenity of Suffering (2016)

### Brian Head Welch
- Save Me from Myself (2008)
- Second studio album (2010)

### Love And Death
- Chemicals (EP) (2012. április 24.)
- Between Here And Lost (2013. január 22.)

## Fordítás
- Ez a szócikk részben vagy egészben a Brian Welch című angol Wikipédia-szócikk ezen változatának fordításán alapul.  Az eredeti cikk szerkesztőit annak laptörténete sorolja fel. Ez a jelzés csupán a megfogalmazás eredetét és a szerzői jogokat jelzi, nem szolgál a cikkben szereplő információk forrásmegjelöléseként.